# 汪應祖
汪應祖（琉球語：〔〕／  ?；？—1413年）是琉球國三山時代南山王國的第3代國王。1402年（一作1403年）至1413年在位。
汪應祖原為豐見城按司，是汪英紫的次子。1402年，汪應祖以山南王承察度從弟的身份遣使赴明，聲稱承察度病逝，請求襲封為山南王。次年明朝冊封使至南山國，封汪應祖為王。1404年，汪應祖遣李傑赴國子監留學，這是南山國第一次向明朝派遣留學生。
據《中山世譜》記載，汪應祖曾於1405年（永樂四年）向明朝進獻閹者數人。明成祖認為無罪而受宮刑是一件十分殘忍的事情，因此很不高興，將這些閹人全部退還山南國。
汪應祖的長兄達勃期，見到自己的弟弟成為國王，享受榮華富貴，心中十分不滿。於是達勃期在1413年發動叛亂，殺汪應祖，自立為王。各地按司隨即起兵誅滅了達勃期，立汪應祖的長子他魯每為王。
此外，相傳汪應祖是琉球龍舟的創始人。根據豐見城地區的民間傳說，汪應祖擔任豐見城按司期間，在豐見城附近的饒波川舉辦了琉球歷史上第一場龍舟賽。

## 家族
- 父：汪英紫
- 母（不詳）
- 兄：達勃期

- 妻（不詳）
- 長子：他魯每（南山國末代國王）
- 次子：阿衡基（南風原按司守忠。阿姓前川家元祖。）

| 汪應祖        |                                              |               |
| 前任： 汪英紫 | 第三代南山王國國王 1402年（或1403年）—1413年 | 繼任： 他魯每 |